# Geai violacé
Espèce
Statut de conservation UICN

 LC  : Préoccupation mineure
Le Geai violacé (Cyanocorax violaceus) est une espèce d'oiseaux de la famille des Corvidae.

## Répartition
On le trouve au Brésil, au Pérou, en Bolivie, au Venezuela et en Équateur. Il habite les forêts humides, les mangroves, les zones artificielles et les anciennes forêts.

## Description
Dans sa description originale, l'auteur indique que l'holotype mesure 38 cm. La couleur de son dos et de ses ailes est bleu azur violacé. Sa nuque est blanc azuré et le reste de sa tête, la partie supérieure de son poitrail et sa gorge sont noirs. Le dessous de ses ailes est gris foncé. Le dessous de sa queue, son bec et ses pattes sont noirs.

## Liste des sous-espèces
Selon Catalogue of Life (9 février 2020) :
- sous-espèce Cyanocorax violaceus pallidus Zimmer & Phelps, 1944
- sous-espèce Cyanocorax violaceus violaceus Du Bus de Gisignies, 1847

## Étymologie
Son nom spécifique, du latin violaceus, « violacé », lui a été donné en référence à la couleur dominante de son plumage.

## Publication originale
- Vicomte B. Du Bus, « Note sur quelques espèces nouvelles d'oiseaux d'Amérique », Bulletin de l'Académie Royale des Sciences et Belles-lettres de Bruxelles, vol. 14,‎ 1847, p. 101-108 (lire en ligne).